# برنامه نفت در برابر غذا

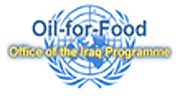
آرم رسمی برنامهٔ نفت در برابر غذا

برنامهٔ نفت در برابر غذا (به انگلیسی: Oil-for-Food Program) سازمان ملل متحد نام برنامه‌ای است که با صدور قطعنامهٔ ۹۸۶ شورای امنیت سازمان ملل متحد در تاریخ ۱۴ آوریل ۱۹۹۵ و به دنبال تحریم‌های سازمان ملل ضد عراق پس از حملهٔ این کشور به کویت به اجرا درآمد و تا ۲۱ نوامبر ۲۰۰۳، همزمان با اشغال نظامی عراق توسط آمریکا ادامه داشت.
مطابق قطعنامهٔ ۹۸۶ شورای امنیت عراق می‌توانست محصولات نفتی خود را صادر کرده و از عواید آن برای بهره‌گیری در جهت نیازهای انسانی (مواد غذایی و دارویی) استفاده کند، عراق ابتدا این قطعنامه را در ۱۵ آوریل ۱۹۹۵ رد می‌کند ولی در نهایت در ۲۰ مه ۱۹۹۶ آن را می‌پذیرد.